# Купер, Генри Эрнест
Генри Эрнест Купер (28 августа 1857 г. — 15 мая 1929 г.) — американский юрист, который переехал в Королевство Гавайи и стал известным в гавайской политике в 1890-е гг. Он формально сверг королеву Гавайев Лилиуокалани в 1893 году, занимал различные должности во временном правительстве Гавайев и Республике Гавайи и был первым Генеральным прокурором территории Гавайи в 1899–1900 гг. Позже он стал окружным судьей в Гонолулу.

## Ранняя жизнь
Купер родился 28 августа 1857 года в Нью-Олбани, Индиана в семье Харриет Огасты Купер и Уильяма Джайлса Купера, юриста из Англии. Он получил образование в государственных школах Бостона и получил степень LLB в Школе права Бостонского университета в 1878 году. Он был принят в адвокатуру в округе Саффолк, Массачусетс и занимался там юридической практикой.
Купер женился на Мэри Эллен Портер 2 октября 1883 года в Сан-Диего, Калифорния. В 1884 году он назвал свое поместье Bonita Ranch, и это название было применено к почтовому отделению Бонита в штате Калифорния. У Куперов родились пятеро детей: Альфред Дайкс Купер (родился 8.06.1886), Генри Эрнест Купер младший (родился в июле 1887 года), Уоллес Маккей Купер (август 1888 года — 1 апреля 1966 года), Теодор Огастас Купер (родился 28 октября 1889) и Элис Купер (9 декабря 1890—1978). Он работал поверенным в Калифорнийской южной железной дороге, в том числе вел несколько дел в Верховном суде Калифорнии.
Затем Купер вместе с семьей переехал на Гавайские острова в 1890 году. На Гавайях у Куперов родились еще трое детей: близнецы Изабель и Ирен (родившиеся 19 февраля 1894 года) и Фрэнсис Джадд Купер (родившийся 6 апреля 1895 года). Они поселились в Маноа недалеко от Гонолулу, где в его честь названа Купер-роуд.

## Политика
На Гавайях Купер быстро включился в гавайскую политику в течение очень неспокойного десятилетия, когда было несколько смен правительства.
14 января 1893 года он был председателем Гражданского комитета безопасности, который организовал свержение Королевства Гавайи. 16 января его имя было первым в письме к Джону Л. Стивенсу, министру Соединенных Штатов на по вопросам Гавайей, в котором говорилось: «…общественная безопасность находится под угрозой, жизнь и имущество находятся в опасности, и мы обращаемся к вам и вашим войскам за помощью».
17 января перед толпой перед дворцом Иолани он зачитал прокламацию о свержении королевы Лилиуокалани и создании временного правительства Гавайев, а на следующий день стал членом консультативного совета президента Сэнфорда Б. Доула.
С 7 марта 1893 г. по 4 ноября 1895 г. он был судьей первого окружного суда. Начиная с 6 ноября 1895 года, он занимал пост министра иностранных дел территории, которая тогда была Гавайской республикой, по 29 марта 1899 года. Он временно занимал все другие должности в кабинете Доула, ездил на переговоры с Соединенными Штатами по аннексии.
С 11 января 1898 года по 3 марта 1898 года Купер был исполняющим обязанности президента республики.
С 20 марта 1899 г. по 14 июня 1900 г. он был генеральным прокурором новой территории Гавайи.
Согласно Гавайскому закону 14 июня 1900 года президент Уильям Мак-Кинли назначил его первым секретарем территории, а также казначеем. Он исполнял обязанности губернатора с 31 марта 1902 года по 3 июня 1902 года. Через несколько дней после ухода с поста казначея 2 декабря 1902 года он стал руководителем общественных работ и находился на этой должности с 6 декабря 1902 года по 18 ноября 1903 года.

Это побудило некоторых в прессе называть его реальной властью на территории, обвиняя его в том, что он занимал должность общественных работ, потому что мог зарабатывать больше денег. В местной газете говорилось: 
Некоторые люди рождаются великими, некоторые достигают величия, но лишь в редких случаях обычный бондарь способен навязывать себе такое постоянно растущее величие, как это делает наш Территориальный Купер.
1 января 1903 года он отправил поздравительные послания по первому подводному кабелю связи из Сан-Франциско на Гавайи. Среди получателей были президент США Теодор Рузвельт и Кларенс Маккей, президент Commercial Pacific Cable Company.
Расследование 1903 года показало, что большинство общественных работ было остановлено из-за нехватки средств, но правительственные бригады ремонтировали тротуары перед его домом. Другой скандал был связан с новым казначеем Уильямом Х. Райтом, которому разрешили бежать после того, как выяснилось, что он прикарманивал государственные деньги с помощью чеков, одобренных Купером. 23 февраля 1903 года он ушел в отставку с поста территориального секретаря, а 18 ноября с поста начальника общественных работ после того, как Джордж Р. Картер стал губернатором. Картер выразил подозрение, что сделки с государственными землями заключаются в спешке с возможным конфликтом интересов Купера.
Он основал юридическую фирму Kinney, McClanahan & Cooper и часто работал на владельцев крупных плантаций сахарного тростника. Плантации часто сдавали в аренду государственные земли и концентрировали политическую и экономическую власть руках «Большой пятёрки» Гавайев. По крайней мере, одно из их дел, «Территория Гавайев против Cotton Brothers & Company» 1904 года, было направлено в Верховный суд Соединенных Штатов. 22 марта 1910 года он был снова назначен судьей первого окружного суда и служил до 7 марта 1914 года.

## Личная жизнь и наследие
Купер приобрел атолл Пальмира, расположенный почти в 1000 милях к юго-западу от Гавайев в 5°53′15″ с. ш. 162°04′52″ з. д., 2/3 доли в 1911 году и остальную часть, за исключением небольших долей некоторых коренных гавайцев, в 1912 году. Он подал прошение в земельный суд Гавайев о полной собственности Пальмиры, но суд сохранил некоторые интересы гавайцев, несмотря на его возражения. Он посетил остров в июле 1913 года с учеными Чарльзом Монтегю Куком-младшим и Джозефом Ф. Роком, которые написали описание атолла.
В 1922 году он продал большую часть атолла семье Фуллар-Лео, которая продала его The Nature Conservancy в 2000 году. Он сохранил право собственности на Хоум-Айлендс на юго-западной оконечности атолла, и сегодня они принадлежат десяткам его потомков. Самый большой остров группы называется Остров Купера, несмотря на предложенное изменение названия на остров Самаранг в 2003 году. Взлетно-посадочную полосу, построенную в период Второй мировой войны, часто называют Аэропорт Купера.
В более поздние годы Купер был активен в масонстве. В 1894 году он присоединился к Гавайской Ложе № 21 и организовал Тихоокеанскую Ложу № 822, A.F. & A.M. под Великой Ложей Шотландии через тогдашнюю Великую Ложу Округа Квинсленд, Австралия. Он служил ее первым Мастером в 1895 году и снова в 1896 году. Купер также был заместителем Востока Гавайев по телам шотландского обряда с 1896 по 1915 год.
В 1897 году он поручил архитектору Чарльзу Уильяму Дики построить каменный дом на его земле Маноа в Калифорнии.
1 мая 1907 года он стал одним из основателей и президентом попечительского совета Гавайского университета (в то время известного как Гавайский колледж) и проработал до 1914 года. Он выбрал место в долине Маноа для строительства главного кампуса Гавайского университета в Маноа.
Он переехал в Лонг-Бич, Калифорния, чтобы жить с дочерью, где и умер 15 мая 1929 года.